# Prisión de Jasliq
La Prisión de Jasliq (en uzbeko Jasliq o bien Yoshlik ) es un centro de detención en la provincia de Karakalpakistán, en el noroeste del país asiático de Uzbekistán, donde los activistas de derechos humanos y ex presos alegan que la tortura está muy extendida. Los ex prisioneros incluyen Muzafar Avazov, que al parecer según algunas denuncias habría sido "hervido" hasta la muerte. La cárcel, oficialmente conocida por el nombre en clave UYa 64/71, se encuentra en una antigua base militar soviética una vez utilizada para pruebas de equipos de protección contra la guerra química. Fue establecida en 1999. No hay caminos que conduzcan a Jasliq que se localiza en una estepa vacía accesible solo por ferrocarril.